# Balitora brucei
Cá Chạch vây bằng vẩy bu-xây (tên tiếng Anh Cá Chạch đá Gray, tên khoa học: Balitora brucei ) là một loài cá Vây tia thuộc họ cá Bám đá. Đây là loài đặc hữu của Ấn Độ, Bhutan, Bangladesh, Nepal và Myanmar và được ghi nhận sinh sống tại Việt Nam. Cá thể trưởng thành có thể đạt chiều dài tối đa 10,5 cm (4,1 in).
Chúng được tìm thấy ở những dòng chảy xiết trong các con mương. Cá thể cái thường đầy đặn hơn cá thể đực.